# 欧蒂永河
欧蒂永河（法語：Authion，法語發音：[otjɔ̃]）是法国安德尔-卢瓦尔省与曼恩-卢瓦尔省的河流，是卢瓦尔河的右支流，长99.8千米。